# Tilda
 (juillet 2018).
Si vous disposez d'ouvrages ou d'articles de référence ou si vous connaissez des sites web de qualité traitant du thème abordé ici, merci de compléter l'article en donnant les références utiles à sa vérifiabilité et en les liant à la section « Notes et références ».
Tilda est un émulateur de terminal pour GNU/Linux développé afin de tourner sous GNOME. Le concept de ce logiciel est de faire apparaître un terminal depuis la partie supérieure de l'écran, tout comme le terminal de Guake. L'apparence de ce terminal est entièrement configurable (position, couleurs, transparence, fontes...).
Lancer Tilda est plus rapide qu'ouvrir un nouveau terminal parce que le programme est déjà chargé en mémoire. Il est ainsi très utile pour les personnes qui utilisent fréquemment un terminal.
C'est un logiciel libre distribué selon les termes de la licence GNU GPL.